# Maria Bierganz
Maria Bierganz, verh. Janke (* 25. Oktober 1927 in Köln; † 7. Mai 2013) war eine BDM-Scharführerin, die im Herbst 1944 als Mary of Monschau bzw. Maria of Monschau weltweit als Prototyp der fanatisierten Hitlerjugend in die Schlagzeilen kam.

## Leben
Bierganz wurde in Köln als Tochter eines Buchhalters und einer gläubigen Katholikin geboren. Ihre Familie stand der nationalsozialistischen Ideologie eher skeptisch gegenüber. Da Maria (1933 eingeschult) ihre ganze Ausbildung im Zeichen des Nationalsozialismus erlebte, war sie jedoch linientreu indoktriniert. Der Korpsgeist der Hitlerjugend und die pompösen Aufmärsche in Köln imponierten dem Mädchen. Nach dem Umzug der Familie nach Monschau schloss sie sich der dortigen BDM-Gruppe an und engagierte sich im Erste-Hilfe-Dienst, bei der Versorgung von Kriegsflüchtlingen oder der Luftwarnbereitschaft.
Das linksrheinische Gebiet um Aachen war eines der ersten deutschen Territorien, die von den Amerikanern im Zuge ihres Vorstoßes in das Deutsche Reich eingenommen wurden. Während der Großteil der Bevölkerung der Besetzung wenigstens gelassen entgegensah, brach für die Jugendlichen die ideelle Basis ihres bisherigen Lebens weg. Maria Bierganz wollte sich mit der neuen Situation nicht abfinden. Sie traf sich mit einer kleinen Gruppe enger Freunde aus dem BDM, um sich über die Amerikaner lustig zu machen, und schrieb ihre Gedanken in ein Tagebuch nieder. Diese Einträge waren in Briefform an ihren Freund Peter abgefasst, der während der Ardennen-Offensive ums Leben kam. Das Tagebuch war ganz im Sinne der nationalsozialistischen Ideologie abgefasst. Immer wieder war die Rede von den „Ruhmestaten“ der deutschen Soldaten und den „feigen Amerikanern“. Die Nachbarn, die sich mit der neuen Situation arrangierten, kritisierte sie ebenfalls. Auch die Tatsache, dass ein amerikanischer Soldat sie davor bewahrte, auf eine Mine zu treten, änderte an ihrer Sichtweise der Dinge nichts. Im Wesentlichen waren ihre naiven Texte allerdings kein Widerstand gegen die Besatzer, sondern ein Ausdruck für den Kampf gegen die eigene Verzweiflung.
Die Amerikaner sahen das allerdings ganz anders. Bereits im Vorfeld der Offensive gegen Deutschland waren die alliierten Nachrichtendienste zu der Auffassung gelangt, dass auf deutschem Gebiet ein harter Guerillakampf zu befürchten war, der vor allem durch die indoktrinierte Hitlerjugend geführt werden sollte. Die Aufstellung des Volkssturms und die Reden der Nazi-Größen vom „Volkskampf“ bestärkten diese Einschätzung, die sich später als völlig realitätsfremd erwies. Bei einer Hausdurchsuchung fanden die US-Soldaten schließlich Bierganz' Tagebuch, dessen Diktion die schlimmen Befürchtungen zu bestätigen schien. Am 6. Januar 1945 gegen Mittag wurde Maria Bierganz festgenommen. Sie wurde von Dienststelle zu Dienststelle geschleppt und verhört; nachweisen konnte man ihr jedoch gar nichts, so dass es nicht einmal zu einer Anklage kam.
Nach der Festnahme griff die britische Presse das Thema der treacherous Mary of Monschau auf. Die Regenbogenpresse bauschte den Vorfall auf, was wiederum Goebbels’ Propagandaministerium hervorragende Munition für die Durchhalteparolen lieferte. In einer Rundfunkrede stilisierte Goebbels das Mädchen zu einer Volksheldin hoch, die vor einem amerikanischen Kriegsgericht gestanden und ihren Anklägern in „heiligem Zorn“ deren Verbrechen vorgehalten hätte. Sogar das amerikanische Time Magazine widmete der Maria of Monschau unter der Rubrik World am 26. Februar 1945 einen Artikel.
Letztlich war nichts von dem, was in der Presse oder durch die Propaganda kolportiert wurde, wahr; der befürchtete bzw. von den Nazis erhoffte Guerillakampf war nichts weiter als ein Phantom. Goebbels Rundfunkrede blieb – in der Nachbetrachtung – von der Zielgruppe unbeachtet.
Ende Februar 1945 befand sich Bierganz im Hauptquartier der United States Army in Spa. Spätestens dort war den Amerikanern klar, dass sie es mitnichten mit einer gefährlichen Untergrundführerin zu tun hatten. Sie versuchten Bierganz zu überreden, im Dienste der Amerikaner als Expertin für die deutsche Jugend zu arbeiten. Das lehnte sie zwar ab, richtete aber Anfang März noch einen per Rundfunk übertragenen Appell an ihre Landsleute, um sie vor unsinnigen und riskanten Aktionen zu warnen.
Am 4. März 1945 kam Maria Bierganz zurück nach Monschau. Nach dem Krieg heiratete sie und schrieb ihre Erfahrungen der Jahreswende 1944/45 nieder.